# Гушалевич Євген Іванович
Євген Іванович Гушале́вич (нар. 28 листопада 1864, Львів — пом. 29 травня 1907, Кельн) — український співак (драматичний тенор). Син письменника Івана Гушалевича.

## Біографія
Народився 28 листопада 1864 року у місті Львові (тепер Україна). Закінчив Львівський університет. Вокальну освіту здобув спочатку приватно у Валерія Висоцького у Львові, а потім у 1888–1891 роках навчався у Віденській консерваторії (клас Йозефа Генсбахера).
У 1891—1892 роках — соліст Прешбурзької, у 1892—1893 роках — Аахенської, у 1893—1894 роках — Берлінської, у 1894—1895 роках — опери міста Брно, у 1895—1901 роках — Празької, у 1901—1902 роках — Львівської опер. Виступав також на оперних сценах Варшави, Кракова, Дюссельдорфа, Дрездена.
Помер Кельні у 29 травня 1907 року.

## Творчість
Володів голосом великого діапазону металевого тембру. Виконав партії:
- Манріко, Радамес («Трубадур», «Аїда» Джузеппе Верді);
- Каніо («Паяци» Руджеро Леонкавалло);
- Турідду («Сільська честь» П'єтро Масканьї);
- Тангейзер, Лоенґрін, Ерік («Тангейзер», «Лоенґрін», «Летючий голландець» Ріхарда Ваґнера);
- Рауль, Пророк, Васко да Ґама («Гуґеноти», «Пророк», «Африканка» Джакомо Меєрбера);
- Арнольд («Вільгельм Телль» Джоаккіно Россіні);
- Флорестан («Фіделіо» Людвіга ван Бетговена).

Виконував у концертах, зокрема на Шевченківських вечорах, українські народні пісні, а також романси Миколи Лисенка, Анатоля Вахнянина, Дениса Січинського та інших.
У 1901 році записав на грамплатівки у Відні (фірма «Зонофон») низку арій з опер зарубіжних композиторів, насамперед Ріхарда Ваґнера, Фрідріха фон Флотова, Карла Вебера.